# Brijanje
Brijanje je proces uklanjanja dlaka, najčešće s brade, odnosno lica, ali i drugih dijelova tijela, britvicom, nožićem, žiletom, (brijačem) ili aparatom.
Prije pronalaska brijača, kosa se ponekad uklanjala korištenjem dvije ljušture školjki. Oko 3000 godina pr. Kr. kada su razvijeni alati od bakra, radili su se i bakreni brijači. Moguće da je od toga doba počelo estetsko poimanje higijene, ali je moguće i da su egipatski svećenici prakticirali nešto slično prije toga. Aleksandar Veliki je tijekom svoje vladavine oštro propagirao brijanje i to objašnjavao prednošću u borbi, a i vjerovao je da se tako postiže uredniji izgled.
Kako bi se dlake omekšale, postoje razni postupci, ali je najjednostavniji umivanje prije brijanja. Toplina vode topi loj koji inače stvaraju lojne žlijezde u koži, a ako ona iznosi preko 48°C uništit će i 95% bakterija, koje bi nakon brijanja izazvale nadražaj kože. Dlake će upiti vodu i proširiti, pa će biti potrebno manje snage da se presjeku. Pjena za brijanje koja se nakon toga nanosi ima dvije uloge; da podmaže odsjecanje dlake i da predstavlja zaštitni sloj između oštrog predmeta i kože. 